# Jessie Royce Landis
Pour les articles homonymes, voir Landis.
Jessie Royce Landis est une actrice américaine, née Jessie Royce Medbury à Chicago (Illinois, États-Unis) le 25 novembre 1896, décédée d'un cancer à Danbury (Connecticut, États-Unis) le 2 février 1972.

## Biographie
Jessie Royce Landis (du nom de son premier époux) est particulièrement active au théâtre et joue, entre 1926 et 1964, des pièces à Broadway (New York), où elle assure en outre la mise en scène de deux productions (Les Quatre Filles du docteur March en 1944 et Lovely Me en 1946-1947).
Au cinéma, elle apparaît pour la première fois en 1930 et n'y revient qu'en 1949, puis occasionnellement jusqu'en 1970.
Elle est surtout connue pour ses rôles de second plan dans deux films d'Alfred Hitchcock : La Main au collet (1955) où elle interprète Jessie Stevens, mère de Grace Kelly, et La Mort aux trousses (1959) où elle incarne Clara Thornhill, mère de Cary Grant.
À la télévision, elle se produit entre 1948 et 1971 dans quelques téléfilms et séries (Columbo, L'Homme de fer...).

## Théâtre (à Broadway)
Pièces, comme interprète, sauf mention contraire
- 1926-1927 : The Honor of the Family, adaptation de Paul M. Potter d'après La Rabouilleuse d'Honoré de Balzac
- 1928 : The Command Performance de C. Stafford Dickens, avec Ian Keith, Ivan F. Simpson
- 1929 : Young Alexander d'Hardwick Nevin, avec Edward Rigby
- 1929 : Stripped de Jane Murfin, mise en scène par (et avec) Lionel Atwill
- 1929-1930 : Damn your Honour de Bayard Veiller et Becky Gardiner, avec John Halliday, Frederick Worlock
- 1930 : Solid South de Lawton Campbell, mise en scène par Rouben Mamoulian, avec Bette Davis, Richard Bennett
- 1931 : Colonel Satan de Booth Tarkington, mise en scène de Stanley Logan, avec Arthur Treacher
- 1931 : Peter Ibbetson de John Nathaniel Raphael et Constance Collier, d'après George du Maurier (adaptée au cinéma en 1935)
- 1931 : Marriage for Three d'Elmer Harris, mise en scène de Stanley Logan, avec Verree Teasdale
- 1931 : Les Quatre Filles du docteur March (Little Women) de Marian de Forest, d'après Les Quatre Filles du docteur March de Louisa May Alcott, avec Lee Patrick (plusieurs adaptations au cinéma, notamment en 1933)
- 1932 : Domino de Marcel Achard, adaptée par Grace George, mise en scène de Stanley Logan, avec Walter Kingsford
- 1933 : Before Morning d'Edna G. Riley et Edward P. Riley
- 1934-1935 : Merrily We Roll Along de George S. Kaufman et Moss Hart, avec Walter Abel, Charles Halton, Mary Philips
- 1935 : The Old Maid de Zoe Akins, d'après Edith Wharton, avec John Cromwell
- 1935 : Substitute for Murder de William Jourdan Rapp et Leonardo Bercovici
- 1936 : Pre-Honeymoon d'Alfred Von Ronkel et Anne Nichols
- 1936 : Love from a Stranger de Frank Vosper, d'après Agatha Christie
- 1937 : Miss Quis de Ward Morehouse, avec Walter Baldwin
- 1938 : Dame Nature de Patricia Collinge, d'après André Birabeau, avec Montgomery Clift
- 1939 : Le Nouveau Testament (Where there's a Will) de Sacha Guitry, adaptation d'Edward Stirling
- 1939 : Brown Danube de Burnet Hershey, avec Dean Jagger, Edgar Stehli
- 1940 : Love's Old Sweet Song de William Saroyan (+ musique additionnelle de Paul Bowles), avec Howard Freeman, Lloyd Gough, Arthur Hunnicutt, Walter Huston
- 1941 : Your loving Son d'Abby Merchant
- 1942 : Papa is all de Patterson Greene, avec Carl Benton Reid, Celeste Holm
- 1943-1945 : Kiss and tell de F. Hugh Herbert, avec Richard Widmark
- 1944 : Les Quatre Filles du docteur March (Little Women) pré-citée (mise en scène)
- 1946 : Le Conte d'hiver (The Winter's Tale) de William Shakespeare, avec Romney Brent, Henry Daniell, Jo Van Fleet
- 1946-1947 : Lovely Me de Jacqueline Susann et Beatrice Cole, avec Mischa Auer (mise en scène)
- 1949 : Magnolia Alley de George Batson, avec Jackie Cooper, Julie Harris
- 1953 : Richard III de William Shakespeare (+ musique additionnelle et direction musicale d'Alex North), avec José Ferrer, Vincent Price, Maureen Stapleton
- 1956 : Someone waiting d'Emlyn Williams, avec Leo G. Carroll
- 1964 : Roar like a Dove de Lesley Storm, avec Charles Ruggles

## Filmographie partielle

### Au cinéma
- 1930 : Désemparé (Derelict) de Rowland V. Lee

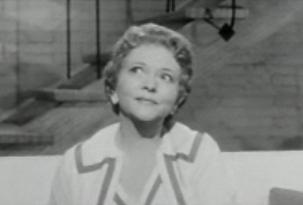
Dans I Married a Woman (1958).

- 1949 : Monsieur Belvédère au collège (Mr. Belvedere Goes to College) d'Elliott Nugent
- 1949 : Faux Jeu (It Happens Every Spring) de Lloyd Bacon
- 1949 : Tête folle (My foolish Heart), de Mark Robson
- 1955 : La Main au collet (To catch a Thief) d'Alfred Hitchcock
- 1956 : Le Cygne (The Swan) de Charles Vidor
- 1956 : The Girl He Left Behind de David Butler
- 1957 : Mon homme Godfrey (My Man Godfrey) d'Henry Koster
- 1958 : I Married a Woman d'Hal Kanter
- 1959 : La Mort aux trousses (North by Northwest) d'Alfred Hitchcock
- 1959 : Les Déchaînés (A Private's Affair) de Raoul Walsh
- 1961 : Aimez-vous Brahms ? (Goodbye Again) d'Anatole Litvak
- 1962 : Bon Voyage ! (Bon Voyage!) de James Neilson
- 1963 : Ma femme est sans critique (Critic's Choice) de Don Weis
- 1970 : Airport de George Seaton

### À la télévision
- 1960 : Maman, est-ce que je peux me baigner ? (Mother, may I go out to swim ?) (saison 5, épisode 26, de la série Alfred Hitchcock présente - Alfred Hitchcock presents -)
- 1965 : Adriatique express (The Adriatic Express Affair) (saison 2, épisode 13, de la série Des agents très spéciaux - The Man from U.N.C.L.E. -)
- Série L'Homme de fer (Ironside) :
  - 1969 : Saison 2, épisode 16, Les cartes mènent à tout (Why the Tuedsday Afternoon Bridge Club met on Thursday)
  - 1971 : Saison 4, épisode 25, Grandmother's House
- 1971 : Mr. and Mrs. Bo Jo Jones, téléfilm de Robert Day
- 1971 : Columbo, première série, Saison 1, épisode 5 Attente (Lady in Waiting) de Norman Lloyd : Mme Chadwick